# 京都守護
京都守護（きょうとしゅご）は、鎌倉幕府の役職の一つ。
最初は上洛時に、北条時政が任命され京都の御家人を統率、洛中の警護・裁判を行い、朝廷と幕府の間の連絡の任に当たっていたが、承久の乱後に六波羅探題が設置されたことで消滅した。

## 歴代一覧
1. 北条時政：文治元年（1185年）11月 - 文治2年（1186年）3月
2. 一条能保：文治2年（1186年）3月 - 建久5年（1194年）8月
3. 中原親能：文治2年（1186年）3月 - 文治4年（1188年）
4. 一条高能：建久5年（1194年）10月 - 建久9年（1198年）9月
5. 中原親能：建久6年（1195年） - 承元2年（1208年）12月
6. 平賀朝雅：建仁3年（1203年）10月 - 元久2年（1205年）閏7月（牧氏事件で北条義時の命令で誅殺される）
7. 中原季時：元久2年（1205年）10月 - 建保7年（1219年）正月
8. 伊賀光季：建保7年（1219年）2月 - 承久3年（1221年）5月（承久の乱で後鳥羽上皇軍に敗れて討死）
9. 大江親広：建保7年（1219年）2月 - 承久3年（1221年）5月（承久の乱で後鳥羽上皇に味方したため、戦後に身を隠して隠棲）

なお、一条高能と平賀朝雅の間の時期について、近年発見された歴代の京都守護・六波羅探題の名前を記した『六波羅守護次第』には、（一条高能） - 土肥実平 - 牧国親 - 五条有範 - 中原親能 - 里見義直 - （平賀朝雅）と記されており、短期間に複数の京都守護が任じられていた可能性がある。